# I Saw Her From Here/I Saw Here From Her
I Saw Her From Here/I Saw Here From Her är det tredje soloalbumet av Christian Kjellvander, utgivet 2007.

## Låtlista
1. "Poppies & Pionies" - 4:29
2. "When the Mourning Comes" - 3:45
3. "Somewhere Else" - 5:11
4. "Two Souls" - 2:40
5. "Bird Black Sky" - 4:00
6. "Sons of the Coast" 4:40
7. "While the Birches Weep" - 4:10
8. "The Road" - 3:02
9. "No Heaven" - 4:43
10. "Need Not Worry" - 4:12

## Listplaceringar
| Lista (2007) | Topplacering |
| ------------ | ------------ |
| Sverige      | 6            |

### Fotnoter
1. ↑  Placeringar på den svenska albumlistan